# كيسوتسكى نوفى ميستو
 كيسوتسكى نوفى ميستو (بالسلوفاكية: Kysucké Nové Mesto)‏ مدينة في شمال سلوفاكيا وتتبع إقليم جيلينا.

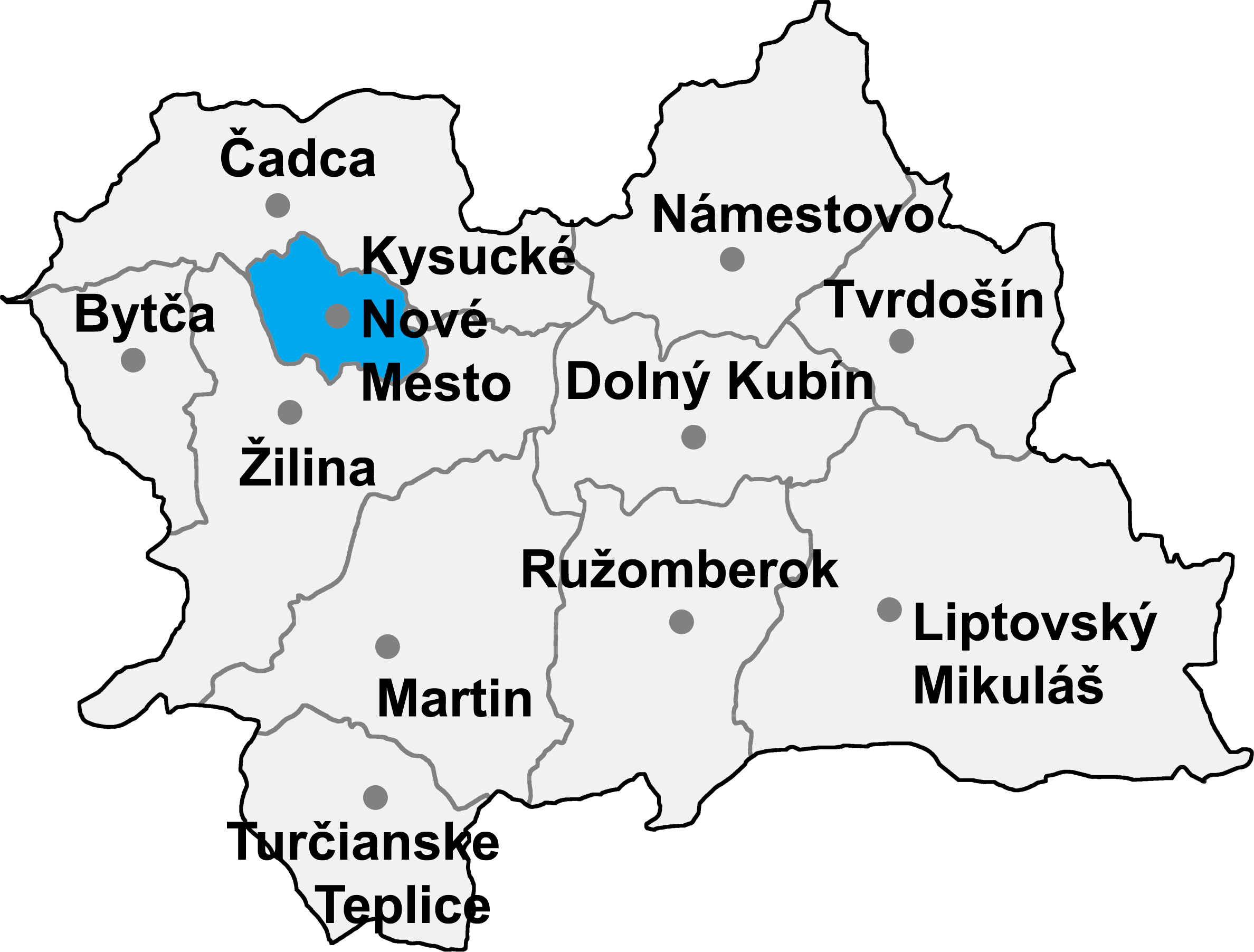
موقع كيسوتسكى نوفى ميستو في إقليم جيلينا

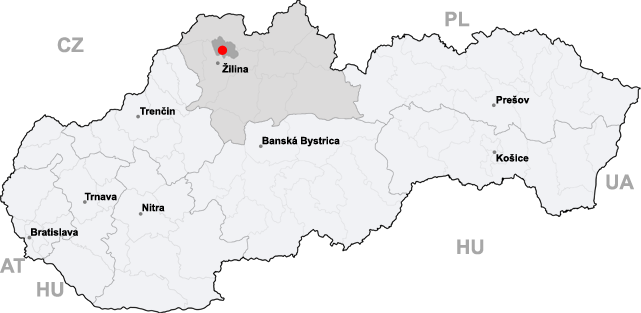
موقع كيسوتسكى نوفى ميستو في سلوفاكيا